# Посёлок 1-й (Тамбовская область)
Посёлок 1-й  — упразднённый посёлок в Умётском районе Тамбовской области России. Входил в состав Берёзовского сельсовета.

## География
Посёлок находился в восточной части Тамбовской области, в лесостепной зоне, в пределах Приволжской возвышенности, на правом берегу реки Карай, на расстоянии примерно 26 километров (по прямой) к югу от рабочего посёлка Умёт, административного центра района.

### Климат
Климат умеренно континентальный, относительно сухой, с холодной продолжительной зимой и жарким летом. Средняя температура воздуха самого холодного месяца (января) — −11,5 °C (абсолютный минимум — −40 °C); самого тёплого месяца (июля) — 20,4 °C (абсолютный максимум — 40 °С). Среднегодовое количество атмосферных осадков составляет 450—500 мм. Продолжительность залегания снежного покрова составляет в среднем 136 дней.

## История
Исключен из учётных данных в апреле 1991 года.